# قالی نائین

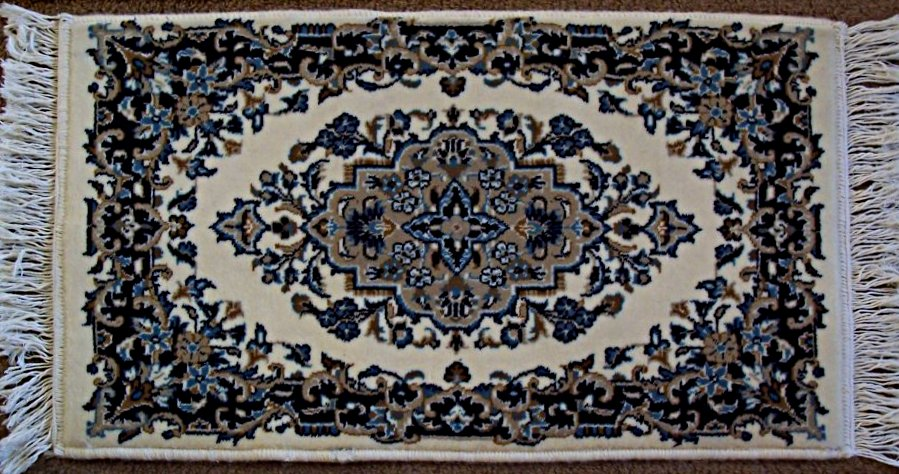

قالی نائین گونه‌ای قالی ایرانی و از صنایع دستی همین خطه است که امروز و در گذشته تولید می شده و به لحاظ رنگ‌بندی بی نظیر است.نقش مایه اصلی قالی نائین اسلیمی‌های بسیار ظریف و زیبای گیاهی میباشد. محل بافت این نوع فرش نائین در ۱۰۰ کیلومتری شرقاصفهان می‌باشد . ضمناً در شهرستان شیروان در استان خراسان شمالی قالی‌های بزرگ پارچه نائین تولید می‌شود. قالی نایین از بهترین قالی های ایرانی می باشد.